# Moggio (Etiopia)
Moggio (in amarico: in amarico ሞጆ, Moǧo, a volte traslitterato come Modjo, o Mojo) è un centro abitato dell'Etiopia, situato nell'Oromia, nelle vicinanze del fiume Moggio, affluente dell'Auasc.
Situato a 60 km a sud est della capitale Addis Abeba, Moggio si trova ad un'altitudine di 1788 m sul livello del mare.

## Storia
La prima menzione di Moggio è contenuta nell'opera Futuh al-Habasha (Conquista dell'Abissinia, scritta da Šihab ad-Din Ahmad bin Abd al-Qader bin Salem bin Utman nel XVI secolo), dove si registra che l'imam Aḥmad Grāñ b. Ibrāhīm bruciò un villaggio chiamato "Masin" e una chiesa appartenente all'Imperatore prima della battaglia di Shembra Couré; all'epoca, Moggio faceva parte dell'ex provincia di Fatagar.
In epoca fascista venne realizzato un campo di concentramento per l'internamento di alti funzionari statali etiopi, preti e monaci.
Nel giugno del 1965 iniziò la costruzione del distretto tessile sintetico etiope-cinese, con un investimento di 15 milioni di Birr, con la commercializzazione dei primi prodotti nell'agosto 1966.
Il 30 ottobre 1996, un aereo dell'aeronautica militare etiope si è schiantato sul mercato, causando 8 morti, 94 feriti e circa 50 edifici distrutti da un incendio.

## Infrastrutture e trasporti
Moggio è collegata tramite la strada, costruita prima della conquista italiana, che collega con la città di Adama. Nella città era presente anche la stazione ferroviaria della ex linea Addis Abeba - Gibuti (che nel 1915 venne estesa da Dire Daua ad Akaki); con l'arrivo della ferrovia, nella città di Moggio arrivò anche il telegrafo (e in seguito il servizio telefonico), e venne realizzato un ristorante per servire i viaggiatori.
Nel 2016 è stata realizzata la nuova stazione ferroviaria sulla nuova linea Addis Abeba-Gibuti a scartamento normale.

## Società

### Evoluzione demografica
Il censimento 1994 ha registrato una popolazione totale di 21.997 abitanti (10.455 maschi e 11.542 femmine), mentre quello del 2007 ha registrato 28547 persone (4.355 maschi e 15192 femmine).